# Franziska Schutzbach
Franziska Schutzbach, née en 1978, est une chercheuse en genre et sociologue allemande vivant en Suisse.
Elle co-édite en 2020, avec Fork Burke et Myriam Diara, un livre intitulé I will be different every time: schwarze Frauen in Biel = femmes noires à Bienne = black women in Biel.

## Biographie
Franziska Schutzbach est la fille d'une professeure de théâtre et d'un enseignant ; la famille immigre en Suisse à partir de l'Allemagne en 1982 et s'installe à Bienne. Elle étudie la sociologie, les études médiatiques et les études de genre à l'université de Bâle et obtient en 2008 un Magistra Artium. En 2019, elle soutient une thèse de doctorat intitulée Politiken der Generativität. Reproduktive Gesundheit, Bevölkerung und Geschlecht. Das Beispiel der Weltgesundheitsorganisation,. Elle travaille comme chargée de cours à l'université de Bâle, à l'université technique de Berlin et à l'université Louis-et-Maximilien de Munich.
Ses recherches, enseignements et publications portent sur les politiques reproductives et les relations entre les sexes, le populisme de droite et l'antiféminisme. Son livre, publié en 2018, est intitulé Rhetorik der Rechten,. Dans son texte Dominante Männlichkeiten und neoreaktionäre Weltanschauungen in der Pick-Up-Artist-Szene, Schutzbach traite de la « radicalisation et de la politisation de la scène masculiniste ». En particulier, elle examine les Pick up artists, qui débutent aux États-Unis comme une sorte de groupe d'entraide pour les hommes précaires qui voulaient apprendre à « conquérir » les femmes et qui sont maintenant actifs dans les blogs et les forums, mais aussi hors ligne, dans de grandes parties du monde. Selon Inga Barthels dans le Tagesspiegel, Schutzbach documente comment ce groupe collabore de plus en plus avec les mouvements nationaux de droite et analyse les liens entre les discours anti-genre, l'antiféminisme et le populisme de droite qui peuvent être observés dans tout le monde occidental.
Elle écrit pour le magazine en ligne Geschichte der Gegenwart (de), a été membre du conseil d'administration de Brava gemeinsam gegen Gewalt an Frauen, anciennement Terre des femmes Suisse, et membre de la Commission pour l'égalité des chances de Bâle-Ville. En 2016, Schutzbach a été co-initiatrice du hashtag Twitter #SchweizerAufschrei, qui, à l'instar de #Aufschrei (de) en Allemagne, a déclenché un large débat public sur la violence sexualisée et le harcèlement sexuel en Suisse.
Un article sur son blog privé de mai 2016 a donné lieu à une campagne de la Weltwoche et de la Basler Zeitung contre Schutzbach en novembre 2017. Celle-ci avait affirmé que cela ne fonctionnerait pas de « repousser » les forces nationalistes de droite en Europe, à savoir l'Union démocratique du centre, « d'une manière formellement démocratique ». Il faut donc une désobéissance civile et « parlementaire ». Par exemple, elle suggère que d'autres députés devraient quitter les sessions du Conseil national « où une extrême droite s'exprime » et que « les compagnies de taxis et les compagnies aériennes devraient cesser de transporter des ressortissants de droite »,.
Elle co-édite avec Fork Burke et Myriam Diara I will be different every time: schwarze Frauen in Biel = femmes noires à Bienne = black women in Biel. L'idée du livre démarre en 2013 lors de discussions entre les trois femmes. Au départ, l'idée se porte souvent sur la migration des femmes ou sur leur origine géographique. Ce livre s'inscrit aussi dans la lignée des initiatives visant à rendre visible la vie des femmes noires en Suisse. Dans cet ouvrage a aussi témoigné Félicienne Lusamba Villoz-Muamba.
Dans Die Erschöpfung der Frauen, elle analyse en 2021 un système social qui s'accroche à une image dépassée de la femme et met ainsi en péril le bien-être de chacun. Dans le livre, elle montre également des pratiques et des idées émancipatrices. Ce livre est classé au quatrième rang sur la liste hebdomadaire des best-sellers de l'Association suisse des libraires et éditeurs (de).

## Publications
- (de) Franziska Schutzbach, « Bevölkerung, Krise, Nation », dans Karin Hostettler, Sophie Vögele, Diesseits der imperialen Geschlechterordnung: (Post-)koloniale Reflexionen über den Westen, Bielefeld, Transcript Verlag, 2014 (ISBN 978-3-8376-2343-7), p. 77-106.
- (de) Franziska Schutzbach et Andrea Maihofer (de), « Vom Antifeminismus zum ‹Antigenderismus›: Eine zeitdiagnostische Betrachtung am Beispiel Schweiz », dans Sabine Hark (de) et Paula-Irene Villa Braslavsky (de), (Anti-)Genderismus: Sexualität und Geschlecht als Schauplätze aktueller politischer Auseinandersetzungen, Bielefeld, Transcript, 2015, 260 p. (ISBN 978-3-8376-3144-9).
- (de) Franziska Schutzbach, « Dominante Männlichkeit und reaktionäre Weltanschauungen in der Pick-Up-Artist-Szene », Feministische Studien (de),‎ 2018, p. 305-321 (ISSN 0723-5186).
- (de) Franziska Schutzbach, Rhetorik der Rechten : Rechtspopulistische Diskursstrategien im Überblick, Zurich/Munich, Xanthippe, 2018, 143 p. (ISBN 978-3-905795-60-8).
- (de) Franziska Schutzbach, Gender raus : zwölf Richtigstellungenzu Antifeminismus und Gender-Kritik, Berlin, Fondation Heinrich-Böll, 2018, 29 p. (ISBN 978-3-8692-8164-3).
- (de) Franziska Schutzbach, Politiken der Generativität Reproduktive Gesundheit, Bevölkerung und Geschlecht : Das Beispiel der Weltgesundheitsorganisation, Bielefeld, Transcript Verlag, 2020, 266 p. (ISBN 978-3-8394-5022-2).
- (de + en + fr) Fork Burke, Myriam Diarra et Franziska Schutzbach, I will be different every time : schwarze Frauen in Biel = femmes noires à Bienne = black women in Biel, Bienne, Verlag Die Brotsuppe, 2020, 286 p. (ISBN 978-3-0386-7025-4).
- (de) Franziska Schutzbach, Die Erschöpfung der Frauen wider die weibliche Verfügbarkeit, Munich, Droemer HC, 2021, 303 p. (ISBN 978-3-4262-7858-1).
- (de) Frank Adloff (de), Tanja Busse (de) et Franziska Schutzbach, Warum die Natur Rechte brauch, Berlin Blätter, Verlagsgesellschaft, 2021, 127 p. (OCLC 1291309470).